# Список ботаников-систематиков/W

Список начинающихся на букву W обозначений имён ботаников, которые используются при цитировании научных (латинских) биноминальных названий растений.
Международный кодекс ботанической номенклатуры (МКБН) рекомендует в публикациях на ботанические темы, особенно если они касаются таксономии и номенклатуры, указывать авторов названий таксонов. Указание авторов названий таксонов следует выполнять в соответствии с правилами и советами, приведёнными в МКБН. В частности, в МКБН дана рекомендация использовать при цитировании авторов таксонов опубликованную в 1992 году книгу Браммита и Пауэлл Authors of plant names с уточнениями и дополнениями, соответствующими сведениям из баз данных International Plant Names Index и Index Fungorum.
Список обозначений содержит:
- стандартную форму обозначения,
- имя на русском языке (если известно),
- имя на родном языке персоны (или на английском),
- год рождения или годы жизни; в некоторых случаях дан год первой публикации (пометка fl.), в которой использовано данное обозначение.

## Список
- W.A.Weber — Вебер, Уильям Альфред (англ. William Alfred Weber, 1918—)
- W.Bull — Бол, Уильям (Бол, Уильям (ботаник), 1828—1902)
- W.Bartram — Бартрам, Уильям (англ. William Bartram, 1739—1823)
- W.Baxter — Бакстер, Уильям (ботаник) (en:William Baxter (botanist), до 1836)[1]
- W.Becker — Wilhelm Becker, 1874—1928
- W.C.Cheng — Чэн, Ван Чун (англ. Wan Chun Cheng, 1908—1987)
- W.C.Greg. — Walton Carlyle Gregory, 1910—
- W.D.J.Koch — Кох, Вильгельм Даниель Йозеф (нем. Wilhelm Daniel Joseph Koch, 1771—1849)
- W.Dietr. — wikispecies:Werner Dietrich, 1938—
- W.E.Manning — Мэннинг, Уэйн Эйер (англ. Wayne Eyer Manning, 1899—2004)
- W.F.Chiu — Wei Fan Chiu, fl. 1949
- W.F.Hillebr. — Хиллебранд, Уильям, 1853—1925
- W.H.Brewer — Брюэр, Уильям Генри (англ. William Henry Brewer, 1828—1910)
- W.H.Wagner — Вагнер, Уоррен Герберт (англ. Warren Herbert Wagner, 1920—2000)
- W.Haage — Хаге, Вальтер (нем. Walther Haage, 1899—1992)
- W.Hill — en:Walter Hill (garden curator), 1820—1904
- W.Hook. — Гукер, Уильям (ботаник) (англ. William Hooker, 1779—1832) Примечание: см.↑ Hook. — Гукер, Уильям Джексон (англ. William Jackson Hooker, 1785—1865)
- W.Hunter — Хантер, Уильям (ботаник) (англ. William Hunter, 1755—1812)
- W.J.de Wilde — es:Willem Jan Jacobus Oswald de Wilde, 1936—
- W.J.Zinger — Цингер, Василий Яковлевич (1836—1907)[2]
- W.L.E.Schmidt — Шмидт, Вильгельм Людвиг Эвальд (нем. Wilhelm Ludwig Ewald Schmidt, 1804—1843)
- W.M.Curtis — Кёртис, Винифред Мэри (англ. Winifred Mary Curtis, 1905—2005)
- W.M.Sharp — Ward McClintic Sharp, 1904—1985
- W.Miller — William Tyler Miller, 1869—1938
- W.P.Adams — William Preston Adams, 1930—[3]
- W.P.C.Barton — William Paul Crillon Barton, 1786—1856
- W.Palmer — William Palmer, 1856—1921
- W.R.B.Oliv. — Оливер, Уолтер (англ. Walter Reginald Brook Oliver, 1883—1957)
- W.Sauer — Wilhelm Sauer, 1935—
- W.Saunders — en:William Saunders (botanist), 1822—1900
- W.T.Aiton — Айтон, Уильям Таунсенд (англ. William Townsend Aiton, 1766—1849)
- W.T.Wang — Ван, Вэнь Цай (англ. Wen Tsai Wang, 1926—)
- W.W.Sm. — Смит, Уильям Райт (англ. William Wright Smith, 1875—1956)
- W.Wight — Уайт, Уильям Франклин (англ. William Franklin Wight, 1874—1954)
- W.Wolf — Wolfgang Wolf, 1875—1950
- W.Y.Hsia — Wei Ying Hsia, 1896—1987
- Waga — Вага, Яков (пол. Waga, Jakub (Jakob) Ignacy, 1800—1872)
- Wagenitz — Вагениц, Герхард (нем. Gerhard Wagenitz, 1927—)
- Wahlenb. — Валенберг, Йёран (швед. Göran Wahlenberg, 1780—1851)[4]
- Waldst. — Вальдштейн, Франц де Паула Адам фон (нем. Franz de Paula Adam von Waldstein, 1759—1823)
- Waldron — Ralph Augustus Waldron, 1888—
- Wall. — Валлих, Натаниэл (англ. Nathaniel Wallich, 1786—1854)
- Wallr. — Валльрот, Карл Фридрих Вильгельм (нем. Karl Friedrich Wilhelm Wallroth, 1792—1857)
- Walp. — Валперс, Вильгельм Герхард (нем. Wilhelm Gerhard Walpers, 1816—1853)[5]
- Walter — Уолтер, Томас (англ. Thomas Walter, 1740—1789)[6]
- Wangenh. — Вангенхайм, Фридрих Адам Юлиус фон (нем. Friedrich Adam Julius von Wangenheim, 1749—1800)
- Warb. — Варбург, Отто (ботаник) (нем. Otto Warburg, 1859—1938)
- Ward — F.K. Ward, 1885—
- Warm. — Варминг, Йоханнес Эугениус (дат. Johannes Eugenius Bülow Warming, 1841—1924)
- Warnock — Barton Holland Warnock, 1911—1998
- Warsz. — Варшевич, Иосиф (пол. Josef Ritter von Rawicz Warszewicz, 1812—1866)
- Wasser — Вассер, Соломон Павлович (1946—)
- Wassh. — Васшаузен, Дитер Карл (нем. Dieter Carl Wasshausen, 1938—)
- Watan. — Kiyohiko Watanabe, 1900—
- Watt — David Allan Poe Watt, 1830—1917
- Wawra — Heinrich Wawra von Fernsee, 1831—1887
- Webb — Уэбб, Филипп Баркер (англ. Philip Barker Webb, 1793—1854)
- Weber — Вебер, Георг Генрих (нем. Georg Heinrich Weber, 1752—1828)[7]
- Wedd. — Уэдделл, Хью Элджернон (англ. Hugh Algernon Weddell, 1819—1877)
- Wehrh. — Wilhelm Wehrhahn, 1857—1926[8]
- Weigel — Вайгель, Кристиан Эренфрид (нем. Christian Ehrenfried Weigel, 1748—1831)
- Weigend — Maximilian Weigend, 1969—
- Weim. — Веймарк, Хеннинг (швед. August Henning Weimarck, 1903—1980)
- Weing. — Вайнгарт, Вильгельм (нем. Wilhelm Weingart, 1856—1936)
- Weinm. — Вейнман, Иван Андреевич (нем. Johann Anton Weinmann, 1782—1858)
- Welsh — Henry Welsh, 1906—1967
- Welw. — Вельвич, Фридрих (нем. Friedrich Martin Josef Welwitsch, 1806—1872)
- Welzen — P. C. van Welzen, 1958—
- Wender. — Вендерот, Георг Вельгельм Франц (Вендерот, Георг Вильгельм Франц, 1774—1861)
- Wenz. — Венциг, Теодор (нем. Theodor Wenzig, 1824—1892)
- Werderm. — Вердерманн, Эрих (нем. Erich Werdermann, 1892—1959)
- Wesm. — Alfred Wesmael (Alfred Wesmael[англ.],  1832—1905)
- Westc. — Уэсткотт, Фредерик (англ. Frederic Westcott, —1861)
- Westerd. — Вестердейк, Йоханна (нидерл. Johanna Westerdijk, 1883—1961)
- Weston — Уэстон, Ричард (en:Richard Weston, 1773—1806)[9]
- Wettst. — Веттштейн, Рихард (нем. Richard Wettstein, 1863—1931)
- Wherry — Уэрри, Эдгар Теодор (Edgar Theodore Wherry[англ.], 1885—1982)
- Whitmore — Timothy Charles Whitmore, 1935—2002
- Whittaker — Уиттекер, Роберт Хардинг (англ. Robert Harding Whittaker, 1920—1980)
- Wiedem. — Видеман, Фердинанд Иванович (1805—1887)
- Wiegand — Уиганд, Карл Маккей (англ. Karl McKay Wiegand, 1873—1942)[10]
- Wieringa — Jan Johannes Wieringa, 1967—
- Wiersema — John H. Wiersema, 1950—
- Wiest — Вист, Антон (нем. Anton Wiest, 1801—1835)
- Wight — Уайт, Роберт (англ. Robert Wight, 1796—1872)
- Wijnands — Вейнанс, Онно (нидерл. Onno Wijnands, 1945—1993)
- Wiklund — Annette Wiklund, 1953—
- Wikstr. — Викстрём, Юхан Эмануэль (швед. Johan Emanuel Wikström, 1789—1856)
- Wilbr. — Вильбранд, Иоганн Бернхард (нем. Johann Bernhard Wilbrand, 1779—1846)
- Wilcz. — Вильчинский, Тадеуш Феликсович (пол. Tadeusz Wilczyński, 1888—1981)
- Wilczek — Вильчек, Эрнст (нем. Ernst Wilczek, 1867—1948)
- Wild — Уайлд, Хайрем (англ. Hiram Wild, 1917—1982)
- Wilensky — Виленский, Дмитрий Гермогенович (1892—1960)
- Willd. — Вильденов, Карл Людвиг (нем. Carl (Karl) Ludwig Willdenow, 1765—1812)
- Willk. — Вильком, Генрих Мориц (нем. Heinrich Moritz Willkomm, 1821—1895)
- Wilmott — Уилмотт, Альфред Джеймс (англ. Alfred James Wilmott, 1888—1950)
- Wilson — Уилсон, Уильям (ботаник), 1799—1871
- Winkl. — Винклер, Эдуард (de:Eduard Winkler, 1799—1862)
- Wissjul. — Висюлина, Елена Дмитриевна (1898—1972)
- With. — Уизеринг, Уильям (англ. William Withering, 1741—1799)
- Wittm. — Виттмак, Людвиг (нем. Ludwig Wittmack, 1839—1929)
- Woł. — Eustach Wołoszczak, 1835—1918[11]
- Wolf — Вольф, Натанаель Маттеус фон (нем. Nathanael Matthäus von Wolf, 1724—1784)[12]
- Woll. — Уолластон, Джордж Бьюкенен (англ. George Buchanan Wollaston, 1814—1899)[13]
- Wolny — Andreas Raphael Wolny, —1829
- Wood — en:William Wood (botanist), 1745—1808[14]
- Woodson — Вудсон, Роберт Эверард (англ. Robert Everard Woodson, 1904—1963)[15]
- Woolls — Вуллс, Уильям (англ. William Woolls, 1814—1893)
- Wooton — Вутон, Элмер Оттис (англ. Elmer Ottis Wooton, 1865—1945)[16]
- Wormsk. — Вормшёльд, Мортен (дат. Morten Wormskjold, 1783—1845)
- Woron. — Воронихин, Николай Николаевич (1882—1956)
- Woronin — Воронин, Михаил Степанович (1838—1903)
- Woronow — Воронов, Юрий Николаевич (ботаник) (1874—1931)
- Wóycicki — Zygmunt Wóycicki, 1871—1941
- Woyn. — Войнар, Генрих Карл (нем. Heinrich Karl Woynar, 1865—1917)
- Wulfen — Вульфен, Франц Ксавер фон (нем. Franz Xaver von Wulfen, 1728—1805)
- Wurdack — Вердэк, Джон Джулиус (англ. John Julius Wurdack, 1921—1998)
- Wurmb — Вурмб, Фридрих фон (нем. Friedrich von Wurmb, 1742—1781)
- Wydler — Видлер, Генрих (нем. Heinrich Wydler, 1800—1883)

### Комментарии
1. ↑  Вариант записи обозначения: W.Baxt.
2. ↑  В русскоязычной литературе также используется обозначение Zing.
3. ↑  Другое обозначение автора: P.Adams
4. ↑  Ещё применялось обозначение: Wahl.
5. ↑  Другое обозначение: Walpers
6. ↑  Вариант обозначения: Walt.
7. ↑  Устаревшее обозначение автора: Web.
8. ↑  Ранее сокращение Wehrh. использовалось для обозначения другого учёного — Heinrich Rudolf Wehrhahn, 1887—1940
9. ↑  Сокращение обозначения имени: West.
10. ↑  Также использовалось сокращение: Wieg.
11. ↑  Вариант записи обозначения: Wol.
12. ↑  Раньше использовалось обозначение: N.M.Wolf
13. ↑  Вариант записи обозначения: Wollaston
14. ↑  Ранее сокращение Wood использовалось для обозначения другого учёного — Alphonso Wood, 1810—1881
15. ↑  Вариант записи обозначения: Woods.
16. ↑  Вариант записи обозначения: Woot.